# Montelepre
Montelepre is een gemeente in de Italiaanse provincie Palermo (regio Sicilië) en telt 6202 inwoners (31-12-2004). De oppervlakte bedraagt 9,9 km², de bevolkingsdichtheid is 626 inwoners per km². In het boek De Siciliaan van Mario Puzo wordt dit plaatsje ook gebruikt als de geboortestad van de hoofdrolspeler Turi Guiliano.

## Demografie
Montelepre telt ongeveer 2263 huishoudens. Het aantal inwoners steeg in de periode 1991-2001 met 7,6% volgens cijfers uit de tienjaarlijkse volkstellingen van ISTAT.
| Jaar | Inwoneraantal |
| ---- | ------------- |
| 1991 | 5733          |
| 2001 | 6168          |

## Geografie
Montelepre grenst aan de volgende gemeenten: Carini, Giardinello, Monreale.